# Zoltán Teszári
Zoltán Teszári, född 1970 i Oradea, är en rumänsk företagsledare och IT-entreprenör. Han är mest känd som huvudägare för telekomföretaget RCS & RDS och är en av Rumäniens rikaste personer. Teszári tillhör Rumäniens ungerska minoritet.
1990 deltog Teszári i judo-EM för juniorer i Turkiet, där han tog silver. Den affärsmässiga karriären kom igång när han började sälja glass tillsammans med en vän. Glassförsäljningen utvecklades senare till distribution av glasstrutar. 1994 grundade han Romanian Cable Systems som senare blev RCS & RDS.
Teszári är gift och har ett barn.